# Петрівка (Приазовська селищна громада)
Петрі́вка — село в Україні, у Приазовській селищній громаді Мелітопольського району Запорізької області. Населення становить 25 осіб.

## Географія
Село Петрівка розташоване за 170 км від обласного центру та 40 км від районного центру. Сусідні села: Шевченка (1 км) та покинуте Новотроїцьке (3 км). Селом тече пересихаючий струмок із загатою.

## Історія
Село засноване 1922 року. 
З 1935 року село перебувало у складі Приазовського району.
3 серпня 2017 року, в ході децентралізації, Шевченківська сільська рада об'єднана з Приазовською селищною громадою.
19 липня 2020 року, в результаті адміністративно-територіальної реформи та ліквідації Приазовського району, село увійшло до складу новоутвореного Мелітопольського району.